# Jean de Fiennes

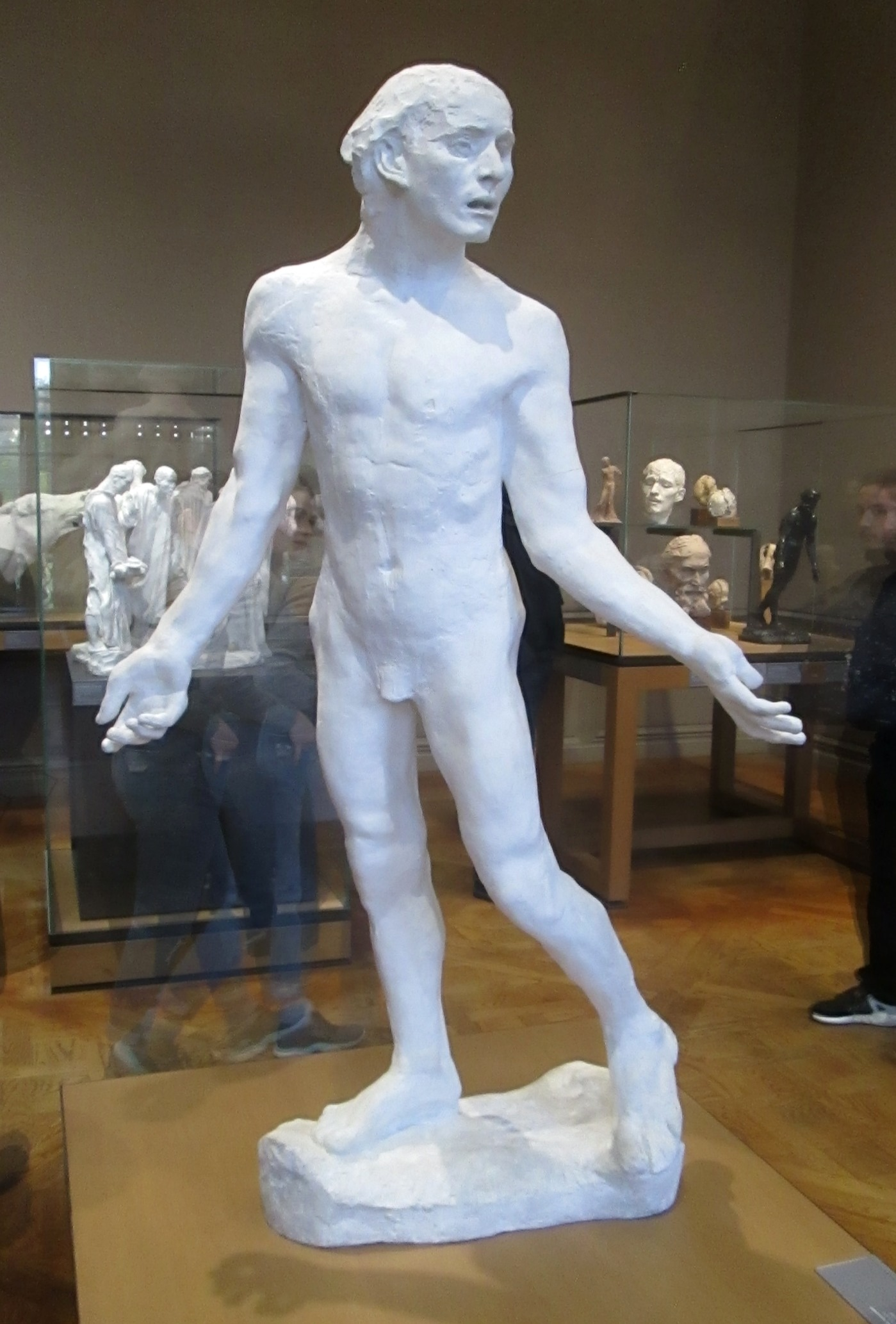
Aktstudie aus Gips für Jean de Fiennes, 1885–86

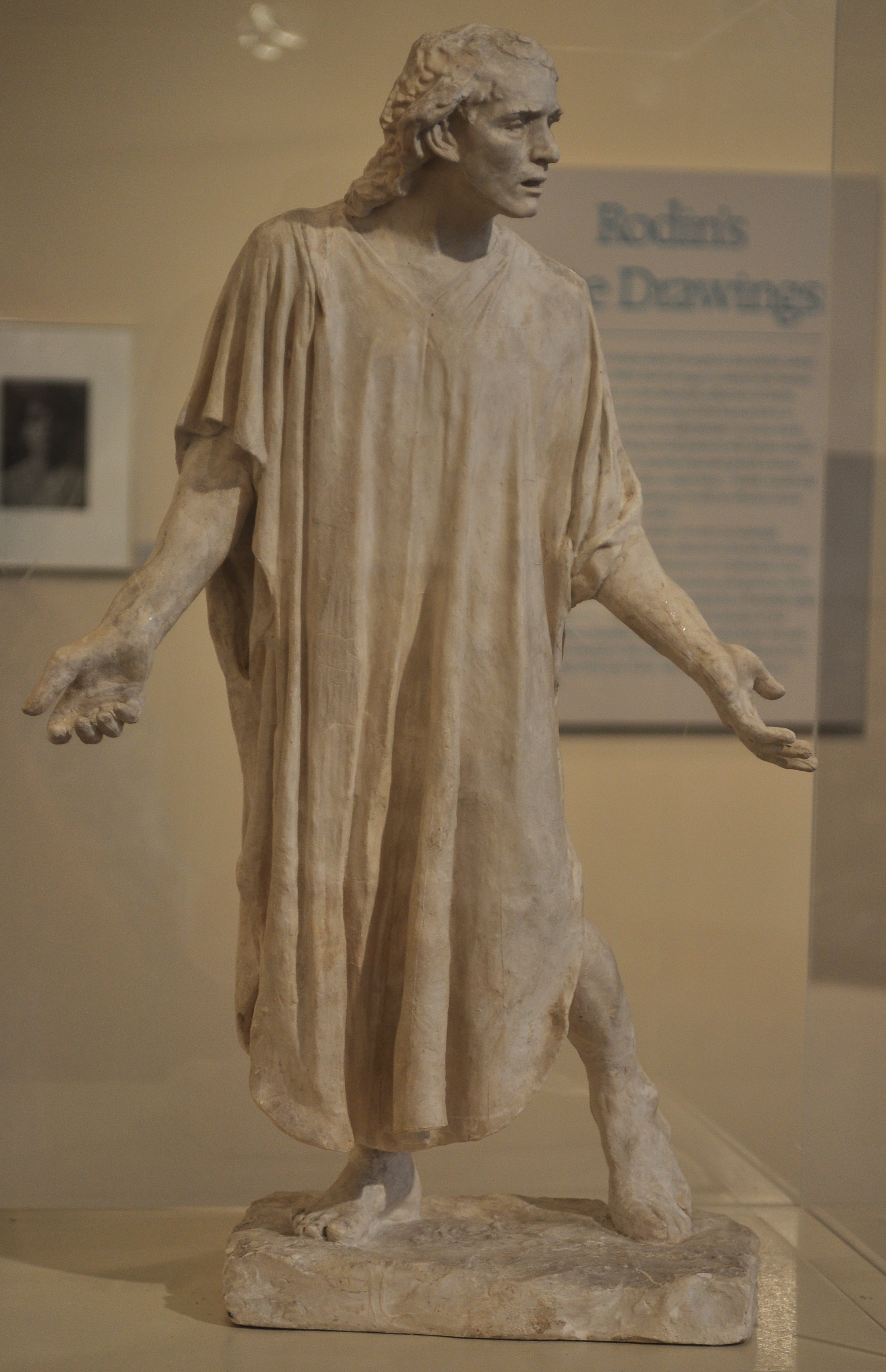
Bekleidete Figur in Gips

Jean de Fiennes ist eine von Auguste Rodin in den 1890er Jahren geschaffene Plastik, die eine der sechs Bürger von Calais darstellt. Zu dieser Figurengruppe gehören etwa auch die Plastiken Pierre de Wissant und Eustache de Saint Pierre. Der historische Jean de Fiennes war nach der Überlieferung Hauptmann der Stadt Calais und der Jüngste der Gruppe. Der Name de Fiennes wurde jedoch erst lange nach dem Ereignis von 1346, auf das sich Rodins Szene bezieht, einem der Bürger zugeschrieben.

## Ausführung
Rodin fertigte mehrere Aktstudien an, um die Proportionen der Plastik zu untersuchen. In einer Version zeigte er die Arme der Figur angespannt und die Fäuste geballt, während er in einer anderen seine Hände offen und seine Arme an seinen Seiten zeigte. Rodin gestaltete auch einen einzelnen Kopf von Jean de Fiennes sowie eine linke Hand. Die zweite Studie steht mit nackten Oberkörper und ausgestreckten Armen da. Die Handflächen zeigen nach oben. Sein Hemd wird von seinen Unterarmen gehalten. Es bedeckt seinen Unterkörper und die Beine. Das Gesicht ist im Profil nach links gerichtet. Die dritte Studie hat keine Arme. Ihr Gewand bedeckt die Figur von den Schultern bis zu den Füßen. Sie hat mehr Haare auf dem Kopf und mehr Details in den Gesichtszügen. Die fertige Figur ist bekleidet, hat aber die Arme wieder ausgestreckt, mit offenen Händen.

## Galerie

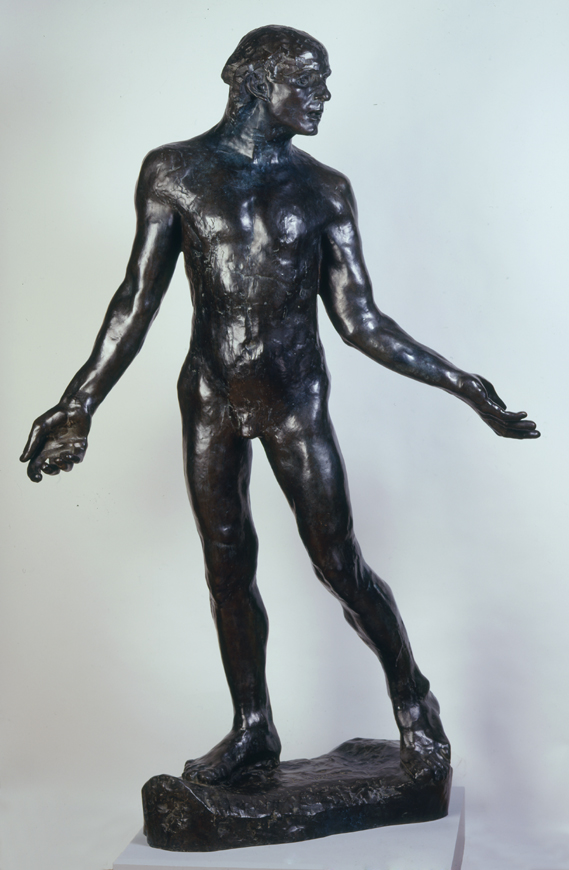
Bronzeguss der Aktstudie
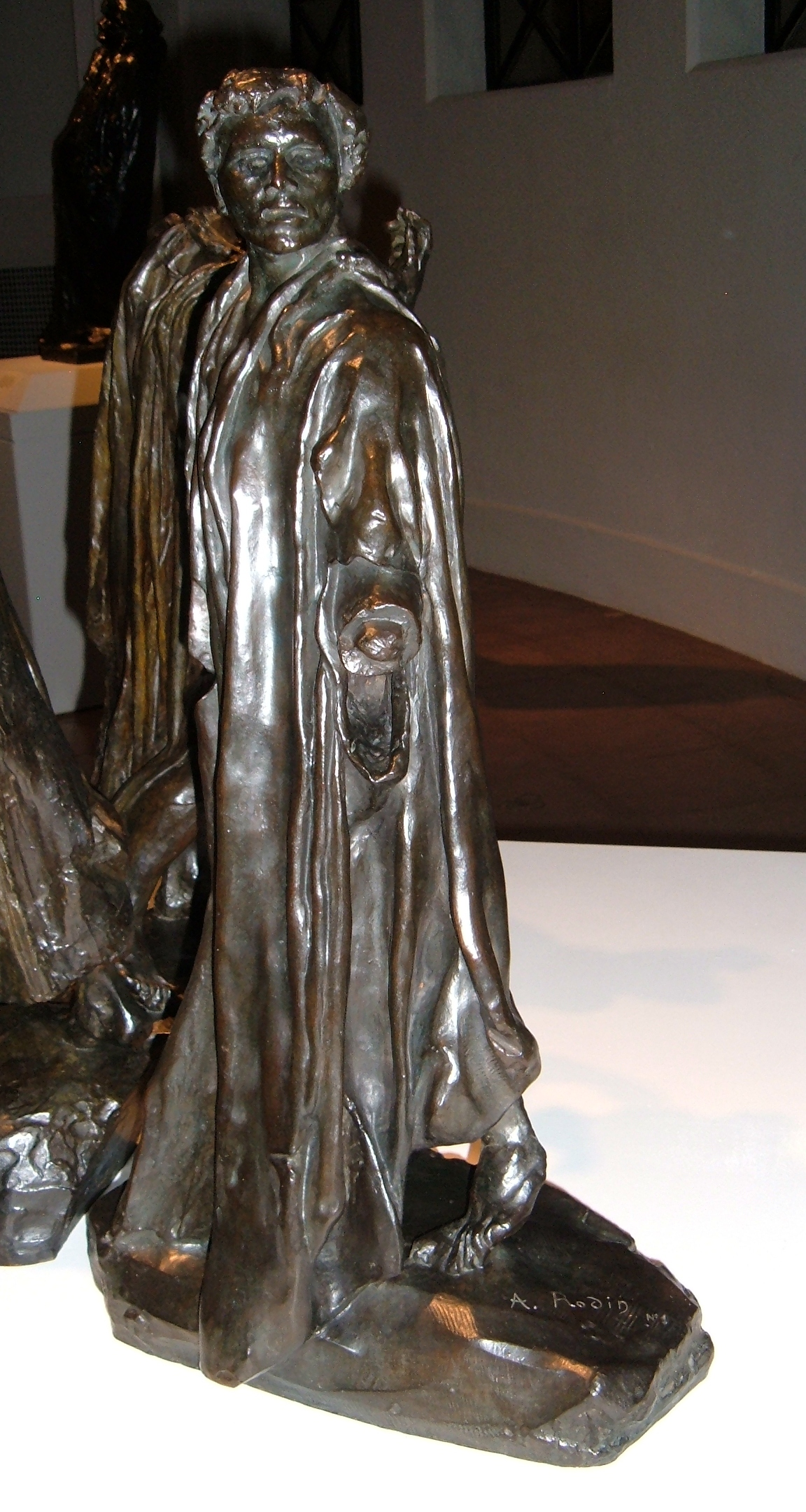
Bronzeguss der Studie einer armlosen Figur mit Umhang
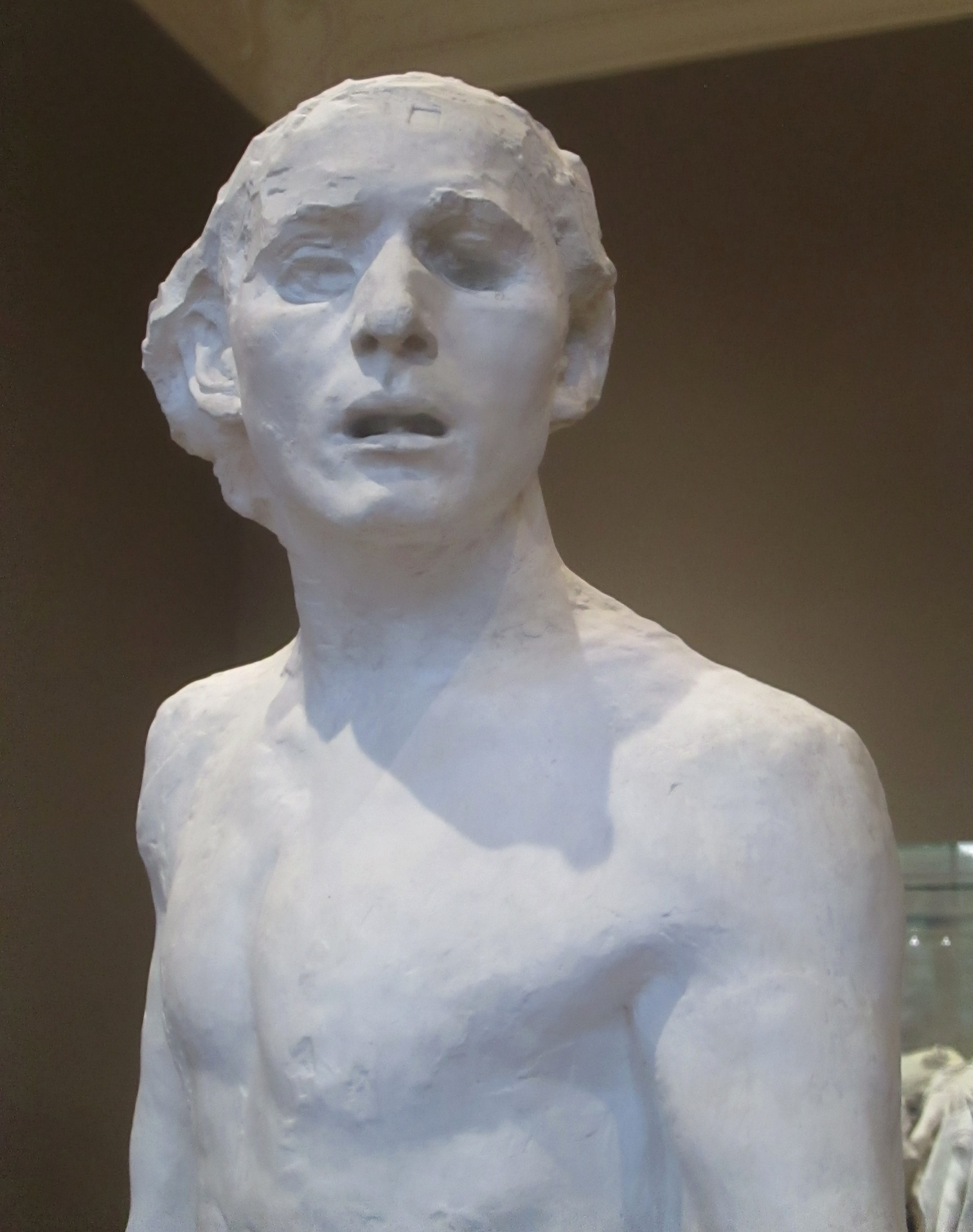
Kopf der Aktstudie
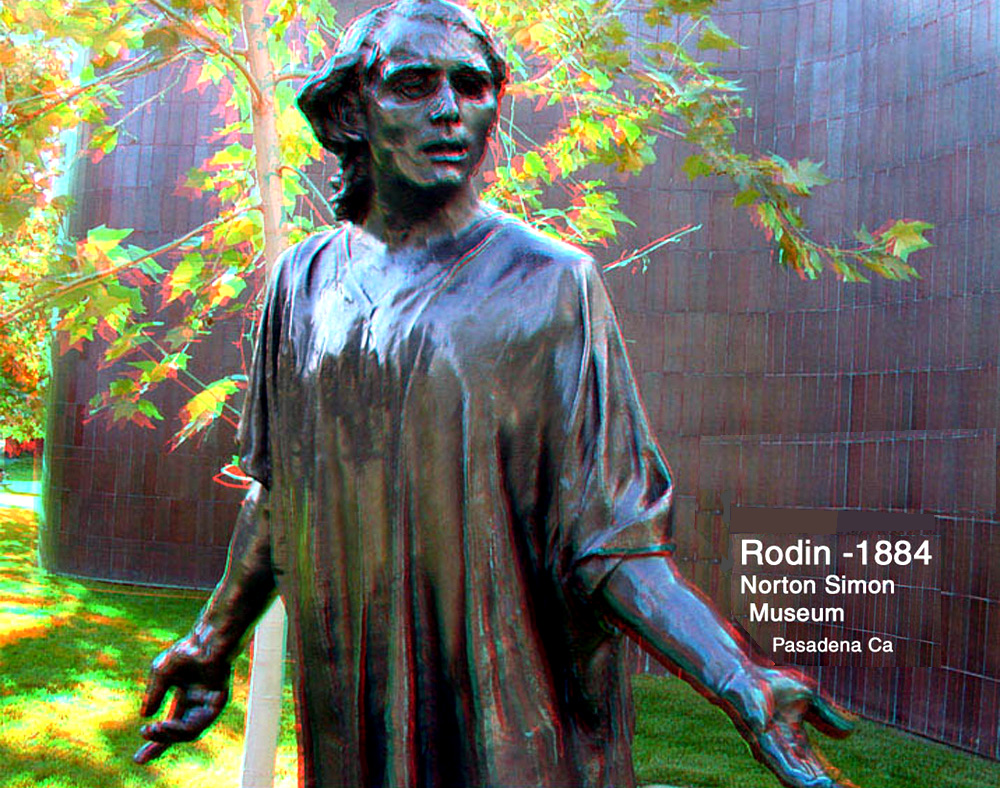
Bronzeguss der fertigen bekleideten Figur

## Standorte der Abgüsse
Einzelne Plastiken sind unter anderem im Musée Rodin, Paris und im Museo Soumaya in Mexico-Stadt: Die gesamte Skulpturengruppe steht in Calais und in London.